# مقاطعة مدينة صوفيا
مقاطعة مدينة صوفيا (بالبلغارية: Област София-град) وهي أوبلاست (مُقاطعة) تقع وسط بلغاريا. تُعد إحدى المُقاطعات الـ28 في بلغاريا. للمقاطعة حدود مُشتركة مع مقاطعتين فقط وهما مقاطعة صوفيا، ومقاطعة برنيك. كما تحتوي المقاطعة على بلدية واحدة فقط، هي بلدية العاصمة صوفيا.

## الموقع
موقع المقاطعة بين مقاطعات بلغاريا: